# بيل كولين
بيل كولين (بالإنجليزية: Bill Cullen)‏ هو متحدث تحفيزي ولاعب كرة قدم أيرلندي، ولد في 17 فبراير 1942 في Northside, Dublin ‏ في جمهورية أيرلندا. لعب مع هوم فارم ‏.

## وصلات خارجية
- الموقع الرسمي